# TVP Info
TVP Info er en polsk 24-timers tv-nyhedskanal der drives af den offentlige medievirksomhed Telewizja Polska.
TVP Info blev lanceret i oktober 2007 og erstattede TVP3. De har regionale filialer i de fleste af de store polske byer og sender regional programmering, herunder lokale nyheder, dagligt. Disse regionale programmer blev overført til den genoplivede TVP Regionalna (som senere blev omdøbt til TVP3 igen) i september 2013.
Bare få uger efter at have vundet parlamentsvalget i 2015 vedtog det konservative parti Lov og Retfærdighed en medielov i december 2015, der gav regeringen direkte kontrol over offentlig radio- og tv-udsendelse. Siden da er TVP Info blevet kritiseret for at have en stærk pro-regerings bias.

## Programmer
TVP Info sender nyhedsudsendelser hver halve time døgnet rundt. Ud over disse nyhedsudsendelser sender de også aktualitetsprogrammer.
- Poranek Info (Morgen Info - Morgennyheder)
- Pogoda Info (Vejr Info - Polske og europæiske vejrudsendelser)
- Serwis Info Poranek (Morgen Infoservice - live nyhedssegment hver halve time i løbet af Poranek Info)
- Serwis Info Dzień (Dags Infoservice - midt dags nyheder)
- 19:30 (Nyheder- hovednyhedsprogram på TVP1)
- Teleexpress (andet nyhedsprogram på TVP1)
- Panorama (hovednyhedsprogram)